# Звільніть Віллі 3
«Звільні́ть Ві́ллі 3: Поряту́нок» (англ. Free Willy) — сімейний фільм режисера Сем Піллсбері 1997 року. Третій фільм із трилогії про косатку на прізвисько Віллі та його друга хлопчика Джесі.

## Сюжет
Одного разу китобій, що незаконно промишляє, вирішує взяти з собою в море малолітнього сина з тим, щоби навчити його «мистецтва» вбивати китів. Проте доля склалася так, що він сам стає об'єктом полювання кита-вбивці. Тільки дружба хлопчика з косаткою рятує китобоя від невідхильної загибелі.

## Номінації
1998
- Kids' Choice Awards, США (кит Кейко як Favorite Animal Star)
- Young Artist Awards (Вінсент Беррі в категорії «Найкраща робота молодого актора віком 10 і біля років»)